# Плавання на Чемпіонаті Європи з водних видів спорту 2018 — естафета 4x100 метрів вільним стилем (чоловіки)
Змагання з плавання в естафеті 4x100 метрів вільним стилем серед чоловіків на Чемпіонаті Європи з водних видів спорту 2018 відбулися 3 серпня.

## Рекорди
|                   | Країна  | Час     | Місто  | Дата           |
| ----------------- | ------- | ------- | ------ | -------------- |
| Світовий рекорд   | США     | 3:08.24 | Пекін  | 11 серпня 2008 |
| Рекорд Європи     | Франція | 3:08.32 | Пекін  | 11 серпня 2008 |
| Рекорд чемпіонату | Франція | 3:11.64 | Берлін | 18 серпня 2014 |

## Результати[1]

### Попередні запливи
| Місце | Заплив | Доріжка | Країна          | Плавці | Час     | Примітки |
| ----- | ------ | ------- | --------------- | --- | ------- | -------- |
| 1     | 1      | 3       | Італія          | Лука Дотто (48.88) Івано Вендраме (49.16) Лоренцо Заццері (48.59) Алессандро Мірессі (48.66)                  | 3:15.29 | Q        |
| 2     | 2      | 7       | Польща          | Конрад Черняк (49.14) Ян Голуб (49.05) Якуб Краска (48.77) Ян Світковські (48.49)                             | 3:15.45 | Q        |
| 3     | 1      | 1       | Угорщина        | Домінік Козма (49.45) Нандор Немет (48.32) Петер Холода (48.95) Річард Богус (48.83)                          | 3:15.55 | Q        |
| 4     | 1      | 4       | Росія           | Владислав Грінєв (48.67) Іван Кузменко (49.55) Сергій Фесіков (48.28) Андрій Жилкін (49.27)                   | 3:15.77 | Q        |
| 5     | 2      | 6       | Сербія          | Велімір Степанович (49.28) Урош Николич (48.82) Андрей Барна (49.11) Іван Лендер (48.69)                      | 3:15.90 | Q        |
| 6     | 2      | 0       | Нідерланди      | Стен Пієненбург (49.34) Нілс Корстаньє (49.10) Кайл Столк (49.07) Джесі Путс (49.27)                          | 3:16.78 | Q        |
| 7     | 2      | 1       | Німеччина       | Даміан Вірлінг (48.95) Маріус Куч (49.24) Петер Вар'ясі (49.48) Крістоф Філдебрандт (49.12)                   | 3:16.79 | Q        |
| 8     | 2      | 8       | Греція          | Андреас Вазайос (49.58) Крістіан Голомеєв (48.04) Одіссеас Меладініс (49.77) Апостолос Хрістоу (49.49)        | 3:16.88 | Q        |
| 9     | 2      | 9       | Франція         | Клеман Міньйон (50.07) Максім Гросе (48.89) Жордан Потен (49.93) Мехді Метелла (48.26)                        | 3:17.15 |          |
| 10    | 2      | 4       | Велика Британія | Калум Джарвіс (49.68) Крейг Маклін (49.41) Девід Камберлідж (49.83) Джеймс Гай (48.39)                        | 3:17.31 |          |
| 10    | 2      | 2       | Швеція          | Робін Гансон (49.72) Крістоффер Карлсен (48.73) Бйорн Сілігер (49.44) Ісак Еліассон (49.42)                   | 3:17.31 |          |
| 12    | 1      | 2       | Ірландія        | Шейн Раян (49.05) Девід Томпсон (49.63) Джордан Слоан (49.13) Роберт Пауелл (49.74)                           | 3:17.55 |          |
| 13    | 2      | 5       | Литва           | Данас Репшис (49.21) Сімонас Біліс (48.62) Дейвідас Маргевічюс (50.25) Томас Сунгайла (49.80)                 | 3:17.88 |          |
| 14    | 1      | 6       | Бельгія         | Себастьєн Де Мулеместер (50.31) Еммануель Ванлюшен (49.25) Валентін Борісавлєвіч (49.94) Яспер Арентс (48.86) | 3:18.36 |          |
| 15    | 2      | 3       | Австрія         | Бернгардт Рейтшаммер (50.26) Робін Грунбергер (49.78) Гейко Гіглер (49.64) Александр Трампітч (49.23)         | 3:18.91 |          |
| 16    | 1      | 7       | Ізраїль         | Мейрон Амір Черуті (49.94) Деніс Локтєв (49.85) Зів Калонтаров (50.19) Девід Гамбург (49.42)                  | 3:19.40 |          |
| 17    | 1      | 8       | Туреччина       | Ялім Ачіміс (50.58) Дога Челік (49.93) Ішкендер Баслаков (49.89) Кемаль Арда Гурдаль (49.88)                  | 3:20.28 |          |
| 18    | 1      | 5       | Білорусь        | Віктор Красочка (50.45) Микита Цмих (50.19) Віктор Стаселович (50.36) Антон Латкін (50.35)                    | 3:21.35 |          |
| —     | 1      | 0       | Естонія         | Нікіта Церносев (51.83) Крегор Цірк (49.79) Андрі Аедма (51.12) Марко-Маттеус Лангель ()                      | DSQ     | DSQ      |

### Фінал
| Місце | Доріжка | Країна     | Плавці                                                                                                 | Час     | Примітки |
| ----- | ------- | ---------- | --- | ------- | -------- |
| 1     | 6       | Росія      | Євген Рилов (48.62) Данило Ізотов (48.61) Володимир Морозов (47.61) Климент Колесников (47.39)         | 3:12.23 |          |
| 2     | 4       | Італія     | Лука Дотто (48.63) Івано Вендраме (48.73) Лоренцо Заццері (48.55) Алессандро Мірессі (46.99)           | 3:12.90 |          |
| 3     | 5       | Польща     | Ян Світковські (48.68) Конрад Черняк (49.04) Якуб Краска (48.07) Кацпер Майхржак (48.41)               | 3:14.20 |          |
| 4     | 3       | Угорщина   | Нандор Немет (48.61) Домінік Козма (48.63) Петер Холода (48.62) Річард Богус (48.65)                   | 3:14.51 |          |
| 5     | 8       | Греція     | Андреас Вазайос (49.13) Апостолос Хрістоу (48.75) Одіссеас Меладініс (49.13) Крістіан Голомеєв (47.51) | 3:14.52 |          |
| 6     | 7       | Нідерланди | Нілс Корстаньє (48.87) Кайл Столк (48.69) Джесі Путс (48.90) Стен Пієненбург (48.14)                   | 3:14.60 |          |
| 7     | 1       | Німеччина  | Даміан Вірлінг (48.61) Маріус Куч (48.59) Петер Вар'ясі (49.17) Крістоф Філдебрандт (48.75)            | 3:15.12 |          |
| 8     | 2       | Сербія     | Велімір Степанович (49.03) Урош Николич (48.62) Андрей Барна (48.78) Іван Лендер (48.73)               | 3:15.16 | NR       |